# Alte Synagoge (Ulm)

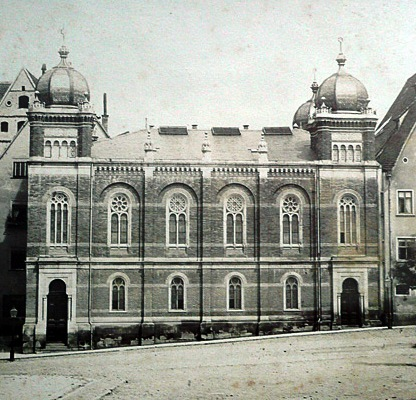
Alte Synagoge in Ulm, 1873

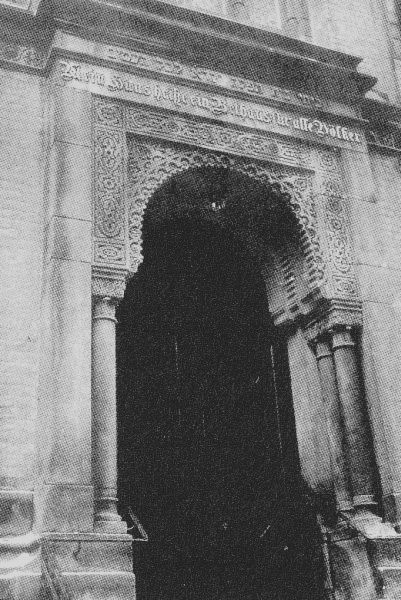
Portal der Alten Synagoge mit der hebräischen und deutschen Inschrift: Mein Haus heiße ein Bethaus für alle Völker.

Die Alte Synagoge in Ulm wurde nach Plänen von Adolf Wolff erbaut. Die Einweihung erfolgte am 12./13. September 1873. Das Gebäude wurde im Winter 1938/1939 zerstört.

## Geschichte
Der Bau wurde im Stil des Historismus mit neoislamischen Elementen gestaltet. Die Synagoge wurde am Samstag, 13. September 1873, eingeweiht. Zuvor zog man vom alten Israelitischen Betlokal im Gasthaus Schwanen über den Weinhof zur neuen Synagoge. 1875 wurde die Innengestaltung der Synagoge durch den Einbau einer Orgel von Christoph Ludwig Goll abgeschlossen. Diese Orgel hatte zwei Manuale und 20 Register. Die Kosten betrugen 4.855 Gulden.
In den 1920er Jahren wurde der „orientalisierende“ Synagogenbau mit seinen „goldglänzenden“ Kuppeln als zu „fremdländisch“ empfunden. Daher wurde im Jahre 1928 die orientalisierende Dachlandschaft der Synagoge durch den jüdischen Architekten Ernst Guggenheimer verändert. Dabei wurden die maurischen Kuppeln durch Pyramidaldächer ersetzt. 1937 wurde von Guggenheimer auch das Innere der Synagoge umgestaltet. Dabei erhielt das Synagogeninnere ein nach der Gemeindezeitung neues und würdiges Gewand. Unter Aufrechterhaltung der einheitlichen Farbgestaltung des Gotteshauses gelang mit sparsamen Mitteln eine auch künstlerisch einwandfreie Lösung.
Während der Novemberpogrome wurde am 10. November 1938 die Synagoge aufgebrochen. Hierzu waren SA-Leute der SA-Brigade 56 früh morgens zum Weinhof gebracht worden, wo sich bald mehrere hundert Personen einfanden. Der Toraschrein wurde zerschlagen, die großen Leuchter umgerissen, die Vorhänge vor dem Toraschrein und auf der Empore angezündet. Es bestand jedoch die Gefahr, dass durch Funkenflug ein benachbartes Farb- und Lackwarenlager in Mitleidenschaft gezogen werden könnte. Daher löschte die bereits anwesende Feuerwehr mit zwei Löschzügen das Feuer innerhalb der Synagoge. Um 5.20 Uhr war das Feuer so weit gelöscht, dass die Anwesenheit der Feuerwehr nicht mehr nötig war. Die Brandschäden waren gering, so dass die Synagoge wiederhergestellt hätte werden können. Trotzdem forderte der Ulmer Oberbürgermeister Friedrich Foerster am 18. November 1938 beim Landrat in Ulm die Genehmigung für den Abbruch des Synagogenbaus. Die Abbrucharbeiten musste die jüdische Gemeinde bezahlen, sie dauerten vom 24. November 1938 bis zum März 1939.
In der Nachkriegszeit wurde an gleicher Stelle ein Gebäude für die Hauptstelle der Sparkasse Ulm erbaut, welches 2012 abgerissen wurde, um dort vergrößert neu errichtet zu werden. Der 2012 eingeweihte Synagogen-Neubau mit Gemeindezentrum liegt etwa 10 m südlich.